# Trentepohlia (Trentepohlia) gracilis
Trentepohlia (Trentepohlia) gracilis is een tweevleugelige uit de familie steltmuggen (Limoniidae). De soort komt voor in het Afrotropisch gebied.